# Dora Mazzone
Dora Mazzone  (Caracas, Venezuela, 1967. június 2. –) venezuelai színésznő.

## Élete
Dora Mazzone 1967. június 2-án született Caracasban. Karrierjét 1989-ben kezdte. 2002-ben Chichita szerepét játszotta a Júdás asszonya című sorozatban. 2011-ben Pasionaría López szerepét játszotta A sors hullámain című telenovellában.
Van egy lánya.

## Filmográfia
| Cím                                   | Év        | Szerep                          | Megjegyzés       |
| ------------------------------------- | --------- | ------------------------------- | ---------------- |
| Corazón Esmeralda                     | 2013      | Hortensia Estela Palacios Uribe | Negatív szereplő |
| Mi ex me tiene ganas                  | 2012      | Petra Paris                     | Negatív szereplő |
| A sors hullámain (Natalia del Mar)    | 2011      | Pasionaría López                | Negatív szereplő |
| Nadie me dirá como quererte           | 2008      | Antonia de Aristigueta          | Negatív szereplő |
| Y los declaro marido y mujer          | 2006      | Rosa Segarra de Mujica          |                  |
| Amor a palos                          | 2005      | Auxiliadora Amaral de Moreira   |                  |
| Ser bonita no basta                   | 2005      | Betty Marrero                   |                  |
| Punto y raya                          | 2004      | Ana María                       |                  |
| Estrambótica Anastasia                | 2004      | Agripina Samaniego de Borosfky  | Negatív szereplő |
| La Cuaima                             | 2003      | Modesta Meléndez                |                  |
| Édes dundi Valentína (Mi gorda bella) | 2002-2003 | Angelica                        |                  |
| Júdás asszonya (La mujer de Judas)    | 2002      | Chichita Agüero del Toro        | Negatív szereplő |
| La niña de mis ojos                   | 2001      | Paula                           |                  |
| A calzón quitao                       | 2001      | Paula                           |                  |
| Viva la Pepa                          | 2001      | Yiya de Bencecry                |                  |
| Mariú                                 | 2000      | Tibizaida Morales               | Negatív szereplő |
| Luisa Fernanda                        | 1999      | Alicia Suárez                   | Negatív szereplő |
| Niña mimada                           | 1998      | Rosalía                         |                  |
| María de los Ángeles                  | 1997      | Salomé                          |                  |
| Aire libre                            | 1996      | Ana Villahermosa                |                  |
| Sucre                                 | 1996      | Manuelita Sáenz                 |                  |
| Volver a vivir                        | 1996      | Mónica Guffanti                 |                  |
| Amores de fin de siglo                | 1995      | La mujer policía girana         |                  |
| Entrega total                         | 1995      | Trujillo                        |                  |
| Despedida de soltera                  | 1995      |                                 |                  |
| Señora Bolero                         | 1993      |                                 |                  |
| De oro puro                           | 1993      | Virginia Cusiel                 |                  |
| Dulce ilusión                         | 1993      | Egleé Bustillo                  |                  |
| Por estas calles                      | 1992      | Cecilia Matos                   |                  |
| Caribe                                | 1990      | Aminta                          |                  |
| Disparen a matar                      | 1990      | Gabriela                        |                  |
| Cuchillos de fuego                    | 1989      |                                 |                  |